# Tom Bosley
Thomas Edward "Tom" Bosley  (Chicago, 1 de outubro de 1927 - Palm Springs, 19 de outubro de 2010) foi um ator norte-americano.
Bosley atuou no cinema e na televisão norte-americana, como em: "Rota 66", "Dr. Kildare", "Marcus Welby, M.D." e "Bonanza"; porém, foi na série "Happy Days" que sua carreira ganhou projeção, fazendo o papel do sr. Cunningham, pai do protagonista, interpretado pelo garoto Ron Howard (atual diretor).